# مارفن كروز
مارفن كروز (بالتاغالوغية: Marvin Cruz)‏ مواليد 31 ديسمبر 1985 في مانيلا، هو لاعب كرة سلة فلبيني. بدأ مسيرته الاحترافية في سنة 2007. مثّل منتخب بلاده. اعتزل اللعب في 2013. لعب مع باراكو بول إنرجي وباوريد تايغرز.